# Helge Auleb

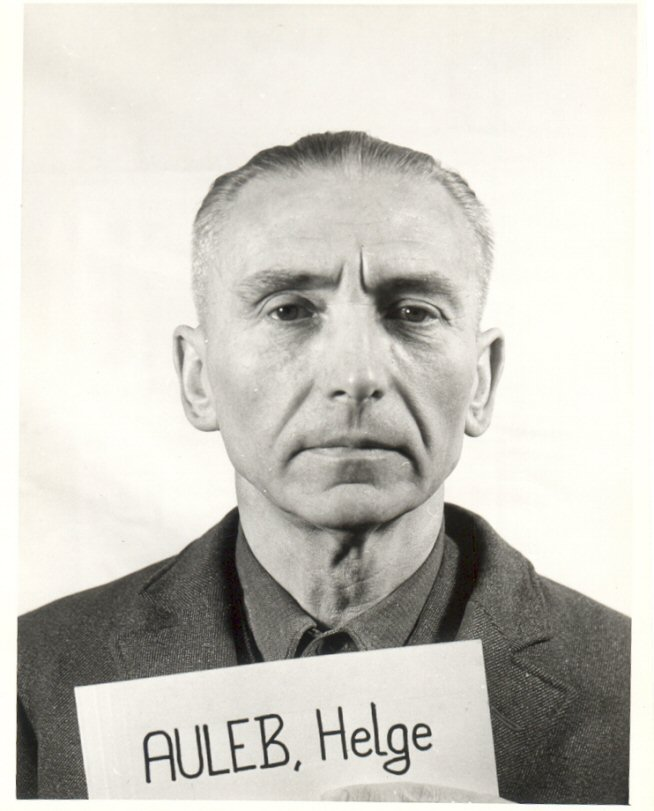
Helge Auleb als Zeuge bei den Nürnberger Prozessen.

Helge Arthur Auleb (* 24. März 1887 in Gehren; † 14. April 1964 in Düsseldorf) war ein deutscher General der Infanterie im Zweiten Weltkrieg.

## Leben
Nach dem Schulbesuch trat Auleb am 1. März 1907 als Fahnenjunker in das Infanterie-Leib-Regiment „Großherzogin“ (3. Großherzoglich Hessisches) Nr. 117. Mit seiner Beförderung zum Leutnant am 18. August 1908 verwendete man ihn als Kompanieoffizier in der 2. Kompanie seines Stammregiments. Während des Ersten Weltkriegs fungierte Auleb zunächst als Kompanieführer und ab 1917 in verschiedenen Stabsstellen auf Divisionsebene. Nach Kriegsende war er kurzzeitig als Kompanieführer im hessischen Freikorps tätig, ehe er in die Reichswehr übernommen wurde.
Zunächst fand Auleb Verwendung im Stab der Reichswehr-Brigade 11, kam dann in der Folge als Kompanieführer in das Reichswehr-Infanterie-Regiment 36 sowie das Reichswehr-Schützen-Regiment 22, ehe er am 1. Januar 1921 Kompaniechef im 15. Infanterie-Regiment wurde. Hier verblieb Auleb bis zu seiner Versetzung am 1. Februar 1924 nach Weimar in den Stab der 3. Kavallerie-Division. Vom 1. Oktober 1927 bis 30. September 1930 folgte seine Versetzung in den Stab des Artillerie-Führers I nach Königsberg. Im Anschluss daran war Auleb im Stab der 1. Division tätig, um dann vom 6. Oktober bis 23. Oktober 1931 zum Schießlehrgang A für Stabsoffiziere der Infanterie nach Döberitz kommandiert zu werden.
Am 6. Oktober 1936 wurde Auleb zum Kommandeur des Infanterie-Regiments 39 ernannt. Am 1. Februar 1939 wurde er zum Generalmajor und am 26. August 1939 zum Oberquartiermeister der 5. Armee ernannt. Bereits nach knapp zwei Monaten kam Auleb in gleicher Funktion zur 2. Armee und kurz darauf am 1. November 1939 zur Heeresgruppe A. Während des Westfeldzuges ernannte man ihn am 15. Juni 1940 zum Chef des Kommandostabes des Militärbefehlshabers Nordfrankreich. Nach der Umbildung der Dienststelle verblieb Auleb zunächst in seiner Funktion und wurde am 25. Juli 1940 zum Kommandeur der 72. Infanterie-Division ernannt. Bereits am 5. September 1940 wurde er von seinem Posten abgelöst, bis zum 19. September 1940 in die Führerreserve versetzt und anschließend mit der Führung der 290. Infanterie-Division beauftragt. Auch dieses Kommando gab er schnell wieder ab und wurde am 14. Oktober 1940 zum Kommandeur der 6. Infanterie-Division ernannt, die er bis zum 10. Juni 1942 führte und in der Zwischenzeit am 1. Dezember 1940 zum Generalleutnant befördert wurde. Anschließend kam er abermals in die Führerreserve.
Am 20. Dezember 1942 wurde Auleb Kommandeur der Gruppe Auleb („Kaukasus“), bevor er am 1. Februar 1942 als Befehlshaber das Abschnittskommando Auleb (Krim) übernahm. Vom 26. Juli bis 15. August 1943 hatte man ihn mit der Führung des XXXXIX. Gebirgs-Korps beauftragt. Bereits am 15. August 1943 trat er wieder zur Führerreserve über und wurde einen Monat später am 17. September Kommandierender General der Sicherungstruppen und Befehlshaber im Gebiet der Heeresgruppe A. Als solcher folgte am 1. Dezember 1943 die Beförderung zum General der Infanterie.
Am 18. Dezember 1943 wurde Auleb das neugeschaffene Kommando "Befehlshaber der Deutschen Truppen in Transnistrien" übertragen. Auleb erhielt dann am 24. Juni 1944 die Ernennung zum Kommandierenden General des LXIX. Armeekorps, mit dem er bei Kriegsende zunächst in britische Kriegsgefangenschaft geriet. Später wurde er in US-amerikanisches Gewahrsam übernommen und am 30. September 1947 aus der Gefangenschaft entlassen. Außerdem trat er als Zeuge bei den Nürnberger Prozessen auf.

## Auszeichnungen
- Eisernes Kreuz (1914) II. und I. Klasse[1]
- Hessische Tapferkeitsmedaille[1]
- Ehrenkreuz von Schwarzburg III. Klasse mit Schwertern[1]
- Lippisches Kriegsverdienstkreuz[1]
- Deutsches Kreuz in Gold am 26. Dezember 1941[2]

## Archivalien
- Unveröffentlichte Memoiren "Kriegserinnerungen als Quartiermeister der 5. Armee und der Heeresgruppe A vom 1.9.1939–14.6.1940" (Bundesarchiv-Militärarchiv H 08-76/8)